# George Kistiakowsky
George Bogdanovich Kistiakowsky (rusky Георгий Богданович Кистяковский, ukrajinsky Георгій Богданович Кістяківський, Heorhij Bohdanovyč Kisťakivskyj; 18. listopadujul./ 1. prosince 1900greg. Bojarka – 7. prosince 1982 Cambridge) byl ukrajinsko-americký profesor fyzikální chemie na Harvardově univerzitě, jenž se podílel na projektu Manhattan. V letech 1959–1961 působil jako vědecký poradce prezidenta Dwighta D. Eisenhowera.
Narodil se v ukrajinské kozácké rodině patřící k intelektuální elitě předrevolučního Ruska. Během ruské občanské války uprchl do Německa, kde získal titul Ph.D. z fyzikální chemie na Humboldtově univerzitě. V roce 1926 emigroval do Spojených států amerických, kde v roce 1930 začal vyučovat na Harvardově univerzitě. O tři roky později získal americké občanství.
Během druhé světové války působil jako vedoucí oddělení Národního obranného výzkumného výboru (NDRC) odpovědného za vývoj výbušnin a jako technický ředitel laboratoře, kde dohlížel na vývoj nových výbušnin, včetně RDX a HMX. Mimo jiné se podílel na výzkumu hydrodynamické teorie výbuchů a na vývoji kumulativních náloží. V říjnu 1943 byl zapojen do projektu Manhattan jako konzultant. V rámci projektu byl pověřen vedením divize X, která byla zodpovědná za vývoj výbušných čoček potřebných pro implozní jadernou zbraň. Roku 1945 se zúčastnil jaderného testu Trinity.
Mezi roky 1962–1965 předsedal Výboru pro vědu, inženýrství a veřejnou politiku Národní akademie věd Spojených států amerických a v období 1965–1973 byl jeho viceprezidentem. Na protest proti válce ve Vietnamu přerušil své styky s vládou a začal působit v protiválečné organizaci. Zemřel v roce 1982 na rakovinu.

## Mládí
Heorhij Bohdanovyč Kisťakivskyj se narodil 1. prosince 1900 v Bojarce v Ruském impériu (dnešní Ukrajina) do rodiny Bohdana Kisťakivského a Marije Berenštam. Jeho otec byl profesorem právní filozofie na Kyjevské univerzitě a v roce 1919 byl zvolen členem Národní akademie věd Ukrajiny. Jeho dědeček z otcovy strany, Oleksandr Kisťakivskyj, působil jako profesor trestního práva na Kyjevské univerzitě. Měl mladšího bratra Oleksandra, jejž se stal ornitologem. Jeho strýc Ihor byl ministrem vnitra Ukrajinského státu.
Před začátkem ruské revoluce v roce 1917 navštěvoval soukromé školy v Kyjevě a Moskvě. Po vypuknutí revoluce vstoupil do Bílé armády. V roce 1920 uprchl z Ruska na zabavené francouzské lodi. Po pobytu v Turecku a Jugoslávii odcestoval do Německa, kde se ještě téhož roku zapsal na Humboldtovu univerzitu. V roce 1925 získal titul Ph.D. z fyzikální chemie. Po ukončení univerzity působil jako odborný asistent svého bývalého učitele, Maxe Bodensteina.
V roce 1926 odcestoval do USA jako stipendista, kde mu bylo poskytnuto místo na Princetonské univerzitě. Téhož roku se oženil se Švédkou Hildegardou Moebius. O dva roky později se jim narodila dcera, která se v roce 1972 stala první ženou jmenovanou profesorkou fyziky na Massachusettském technologickém institutu. Když Kistiakowskému v roce 1927 vypršelo dvouleté stipendium, získal místo výzkumného pracovníka a DuPontovo stipendium. V říjnu 1928 se stal docentem na Princetonské univerzitě.
V roce 1930 nastoupil na Harvardovu univerzitu, kde působil po celou dobu své kariéry. Na univerzitě se zabýval termodynamikou, spektroskopií a chemickou kinetikou. V roce 1933 se stal docentem, tentokrát na Harvardově univerzitě. V tomto roce se také stal americkým občanem a byl zvolen do Americké akademie věd a umění. V roce 1939 se stal členem Národní akademie věd Spojených států a o rok později byl zvolen členem Americké filozofické společnosti.

## Druhá světová válka

### Národní obranný výzkumný výbor
V důsledku druhé světové války vytvořil prezident Franklin D. Roosevelt 27. června 1940 Národní obranný výzkumný výbor (NDRC), jehož předsedou se stal Vannevar Bush. James B. Conant, prezident Harvardovy univerzity, byl jmenován vedoucím divize B, která měla na starosti bomby, paliva, plyny a chemikálie. Do čela sekce A-1, která se zabývala výbušninami, jmenoval Kistiakowského. V červnu 1941 byl NDRC začleněn do Úřadu pro vědecký výzkum a vývoj (OSRD). Bush se stal předsedou OSRD, Conant ho vystřídal ve funkci předsedy NDRC a Kistiakowsky se stal vedoucím divize B. Při reorganizaci v prosinci 1942 byla sekce B rozdělena a Kistiakowsky se stal vedoucím sekce 8, která měla na starosti výbušniny a pohonné hmoty, přičemž v této funkci setrval do roku 1944.
Kistiakowsky byl nespokojen s americkým povědomím o výbušninách a pohonných hmotách. Conant založil v říjnu 1940 laboratoř, přičemž Kistiakowsky zpočátku dohlížel na její činnost. V říjnu 1941 se stal jejím technickým ředitelem. Ačkoli se na začátku jednalo o malé výzkumné místo, na konci roku 1945 měla laboratoř 165 zaměstnanců. Důležitou oblastí výzkumu byl RDX. Tuto silnou výbušninu vyvinuli Němci již před válkou. Úkolem bylo vyrábět výbušninu ve velkém měřítku. RDX se také míchal s TNT, čímž vznikla kompozice B a torpex, který se používal v torpédech a hlubinných náložích. V roce 1943 se jednalo o velkovýrobu.